# Мел Бланк
Мелвин Џером Бланк (енгл. Melvin Jerome Blanc; Сан Франциско, 30. мај 1908 — Лос Анђелес, 10. јул 1989) био је амерички глумац јеврејског порекла. Иако је своју шест деценија дугачку каријеру започео на радију, Бланк је најпознатији по свом делу у Ворнер брадерс-у, за време златног доба холивудске анимације (и касније у Хана и Барбера телевизијској продукцији) као глас легендарних ликова као што су: Душко Дугоушко, Патак Дача, Прасић Гица, Птичица Твити, Бркати Сима, Барни Каменко, Господин Свемирко и хиљаде других. Зато је зарадио надимак „Човек од хиљаду гласова“, Бланк се сматра за једног од најталентованијих и утицајнијих особа у овој области.

## Списак ликова
Ово је недовршен списак ликова којима је Мел Бланк позајмио свој глас.
1. Прасић Гица (1936—1989, преузето од Џоа Дагертија)
2. Максвел (аутомобил Џека Бенија)
3. Патак Дача (1937—1989)
4. Срећан Зека (прототип Душка Дугоушка) (1938)
5. Душко Дугоушко (1940—1989)
6. Пера Детлић (1940)
7. Корњача Која (1941)
8. Птичица Твити (1942—1989)
9. Наредник Снафу (1943)
10. Бркати Сима (1945—1989)
11. Пепе Ле Твор (1945—1989)
12. Силвестер (1946—1989) Томас у неким цртаћима
13. Певац Согроније (1946—1989)
14. Јастреб Хенри (1946—1989)
15. Пас Чарли (1947)
16. Мек (1947)
17. K-9 (помоћник Марвина Марсовца)
18. Марвин Марсовац (1948)
19. Птица тркачица (1949)
20. Бики Зузалица (1950)
21. Ловац Елмер (преузето после смрти Артура Ку Брајана)
22. Медвед Бруно (1951)
23. Пера Којот (нем до 1952, први пут проговорио у цртаћу „Операција: Зец")
24. Брзи Гонзалес (1953)
25. Тазманијски Ђаво (1954)
26. Барни Каменко (1960—1989)
27. Дино (1960—1989) (кућни љубимац Фреда Кременка)
28. Козмо Г. Свемирко (1962)
29. Харди Хар Хар (1962—1964)
30. Тајна Веверица (1965—1966)
31. Баба Мекој
32. Чак -а-Бум/Дружина Мравињак/Браћа Насилници из "Уврнутих Трка (1969)"
33. Брзи Баги (1973)
34. Миш Такер (1973)
35. Капетан Пећинко (1977)
36. Твики (1979)
37. Хитклиф (1984—1987)